# اسوالدو هورتادو
اسوالدو هورتادو (به اسپانیایی: Osvaldo Hurtado) (زادهٔ ۲۶ ژوئن ۱۹۳۹) یک سیاستمدار اهل اکوادور است. وی از ۲۴ مه ۱۹۸۱ تا ۱۰ اوت ۱۹۸۴ رئیس‌جمهور این کشور بود.